# Ben Hingeley
Ben Hingeley (30 mei 1997) is een Brits autocoureur.

## Carrière
Hingeley begon zijn autosportcarrière in 2009 in het karting, waarin hij tot 2013 actief bleef en meerdere titels behaalde. In 2014 kon hij niet racen vanwege een beperkt budget, maar in 2015 maakte hij de overstap naar het formuleracing, waarin hij debuteerde in de Britse Formule Jedi. Hij behaalde acht zeges en stond nog in drie andere races op het podium, waardoor hij overtuigend kampioen werd in zijn rookieseizoen.
In 2016 maakte Hingeley zijn Formule 3-debuut in het hernieuwde BRDC Britse Formule 3-kampioenschap voor het team HHC Motorsport. Hij behaalde twee podiumplaatsen op het Snetterton Motor Racing Circuit en Donington Park, waarbij hij op het laatste circuit tevens zijn eerste pole position behaalde. Hij eindigde het seizoen op de tiende plaats in de eindstand met 232 punten. Aansluitend nam hij deel aan het herfstkampioenschap van de Britse Formule 3 voor het team Fortec Motorsports, dat werd gehouden op Snetterton. Hij behaalde een tiende en een achtste plaats, maar viel in de laatste race uit, waardoor hij elfde en laatste werd in het kampioenschap met 27 punten.
In 2017 bleef Hingeley actief in de Britse Formule 3 en stapte in het hoofdkampioenschap eveneens over naar Fortec. Hij won vier races op de Rockingham Motor Speedway, Silverstone, Spa-Francorchamps en Donington Park en stond hiernaast nog drie keer op het podium, waarmee hij achter Enaam Ahmed en James Pull derde werd in het klassement met 444 punten. Tevens reed hij voor Fortec in de tweede seizoenshelft van de Euroformula Open, waarin hij met een vierde plaats op Silverstone als beste klassering elfde werd in de eindstand met 44 punten.
In 2018 maakt Hingeley de overstap naar het Europees Formule 3-kampioenschap, waarin hij uitkomt voor het team Hitech GP.